# Снайперское дело в СССР

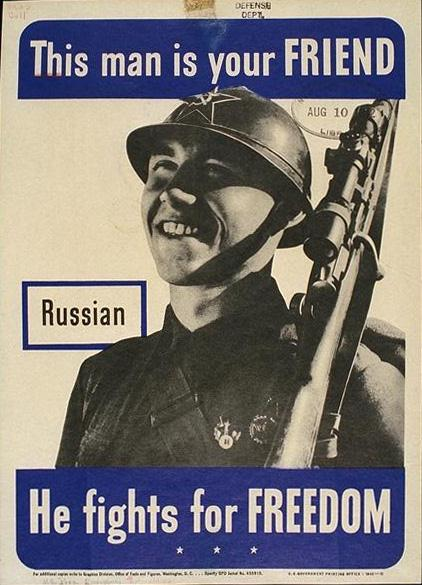
Американский плакат 1942 года. «Этот человек — твой друг. Русский. Он сражается за свободу». На груди красноармейца-снайпера виден знак «Ворошиловский стрелок».

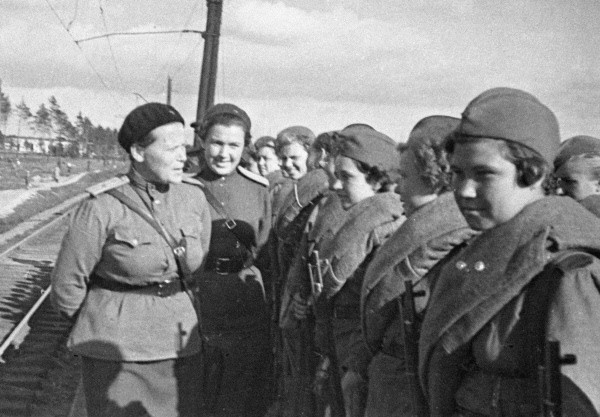
Выпускницы Центральной женской школы снайперской подготовки перед отправкой на фронт, 1 апреля 1943 года.

Снайперское дело в Советской России и Союзе Советских Социалистических Республик — исторический период в развитии снайперского дела или снайперского искусства, во времена СССР.

## История

### 1918 — 1941
Случаи выделения командованием наиболее подготовленных метких стрелков из общей массы военнослужащих и постановки перед ними специальных задач в Красной Армии (РККА) имели место уже в начальный период гражданской войны (хотя системного характера они ещё не имели). В целом, в 1918 году РККА вела боевые действия в основном на основе дореволюционных уставов русской армии и опыта первой мировой войны (хотя некоторые командиры РККА и красноармейцы имели практический опыт участия в боевых действиях русско-японской войны 1904 — 1905 годов и революции 1905-1907 годов, он не являлся определяющим). Отличительными особенностями гражданской войны являлась большая протяжённость фронтов при относительно слабом насыщении их войсками, вооружением и военной техникой, при этом наиболее многочисленным родом войск являлась пехота, основным вооружением которой были магазинные винтовки. В сравнении с масштабами сражений первой мировой, значение хорошо подготовленных стрелков на ход боевых действий в боях гражданской войны несомненно увеличивалось. В числе других причин возрастания роли стрелков и многообразия тактических приёмов РККА были разнородность организационных форм РККА, ограниченность вооружения и боевой техники, дефицит боеприпасов.
После окончания войны для поощрения отличившихся в стрельбе военнослужащих 10 июля 1922 года приказом Реввоенсовета был учреждён нагрудный знак «За отличную стрельбу» для красноармейцев и командного состава РККА.
Одним из последовательных сторонников развития стрелкового спорта и снайперского дела в СССР являлся командующий войсками Сибирского военного округа (СибВО) Р. П. Эйдеман. С 1925 года по его указанию в каждой стрелковой роте СибВО подбиралось не менее шести лучших стрелков, проходивших специальную подготовку для борьбы со снайперами противника.
В 1927 — 1928 годах в СССР был разработан первый образец снайперского оружия — драгунская винтовка образца 1891 года с оптическим прицелом Д-III на кронштейне А. А. Смирнского, в 1928 году первые винтовки этого типа поступили на вооружение пограничных войск НКВД. В 1928 году был начат серийный выпуск первых образцов оптических прицелов, специально разработанных для установки на винтовку обр. 1891 года.
В 1929 году советские снайперы принимали участие в боевых действиях на КВЖД — в боях участвовала команда снайперов, командование которой осуществлял командир взвода Аркадьев. Наиболее отличившимися снайперами стали стрелки 8-й роты 63-го стрелкового полка 21-й стрелковой дивизии РККА Егуменцев, Зинченко и Горяинов (19 ноября 1929 года каждый из них уничтожил по 9 солдат и офицеров противника).
В 1929 году в СССР на курсах «Выстрел» в Подмосковье был создан снайперский курс, где готовились стрелки-снайперы, инструкторы и руководители снайперского дела. Старший преподаватель курсов «Выстрел» Г. Ф. Морозов стал одним из тех, кто оказал влияние на развитие снайперского дела в СССР в первой половине 1930-х годов.
На рубеже 1920-х — 1930-х годов в Веймарской республике были закуплены образцы и технологии производства оптических прицелов для снайперских винтовок, на основе которых был создан 4х-кратный оптический прицел ПЕ обр. 1931 года.
В начале 1930-х годов в СССР началось развитие массового стрелкового спорта и усиление огневой подготовки военнослужащих РККА, было введено звание «Ворошиловский стрелок» и учреждён одноименный нагрудный знак ОСОАВИАХИМ. В войсках началось движение «В каждой стрелковой части — снайперский взвод» (как вспоминал Н. Г. Лященко, снайперский взвод создавали в стрелковом полку, на базе полковой школы).
В 1931 году на вооружение РККА принят снайперский вариант винтовки 1891/30 г.. Также в 1930-е годы издается переводная литература о деятельности снайперов, в военной печати публикуют статьи о прицельной стрельбе из винтовок на дальние дистанции и по малоразмерным целям. Предпринимаются попытки улучшить существующие вооружение и снаряжение, а также дополнительное оборудование. Тактику использования снайперов отрабатывали на военных учениях.
В феврале 1933 года на стрельбище в Кусково был проведён организованный Осоавиахимом первый всесоюзный слёт снайперов (в котором участвовали 56 лучших стрелков-снайперов, а также представители Осоавиахима и РККА. Существенное значение для становления стандартов системы обучения «сверхметких стрелков» имело также разработанное в 1933 году инспекцией пехоты и стрелковой подготовки РККА наставление «Методика стрелковой подготовки и курс стрельб для подготовки снайперов».
В 1934 году в РККА был введён маскировочный костюм — маскостюм зимний образца 1934 года, на базе которого в 1938 году был создан летний маскировочный костюм образца 1938 года (однако следует отметить, что в это время маскхалаты и иные средства маскировки не являлись предметами обмундирования, они относились к инвентарному имуществу и предназначались только для обеспечения отдельных категорий военнослужащих). В 1939 году для армейских стальных касок начали выпускать маскировочные сети (надеваемые поверх каски для улучшения маскировки на местности), а для снайперов начали изготавливать специализированные маскировочные костюмы массой 1,2 кг.
Во второй половине 1930-х годов в небольшом количестве был выпущен снайперский вариант автоматической винтовки АВС-36 с оптическим прицелом ПЕ.
Летом 1938 года снайперы пограничных войск СССР и снайперы РККА принимали участие в боях на озере Хасан. Среди трофеев оказались документы и записи нескольких японских офицеров. В дневнике одного из них, поручика Кофуэндо из 11-й роты 75-го пехотного полка 19-й пехотной дивизии японской армии было упомянуто, что японские войска несли потери от огня советских снайперов убитыми и ранеными даже на дистанциях 900 — 1 000 метров.
12 июня 1939 года специальность "снайпер" была присвоена девушке (медсестра Малеева, прошедшая обучение на курсах Осоавиахим и сдавшая нормы на получение звания "ворошиловский стрелок" после этого прошла обучение на снайпера и сдала на "отлично" нормы на присвоение специальности "снайпер" из винтовки с оптическим прицелом).
Зимой 1939 — 1940 годов советские снайперы участвовали в финской войне, опыт которой был признан заслуживающим самого внимательного изучения.
В конце 1930-х годов для самозарядной винтовки Токарева были разработаны оптические прицелы ПУ и ПБ. В 1940 году самозарядная винтовка СВТ-40 с оптическим прицелом ПУ была официально принята на вооружение ВС СССР в качестве второго образца снайперской винтовки РККА.

### 1941 — 1945

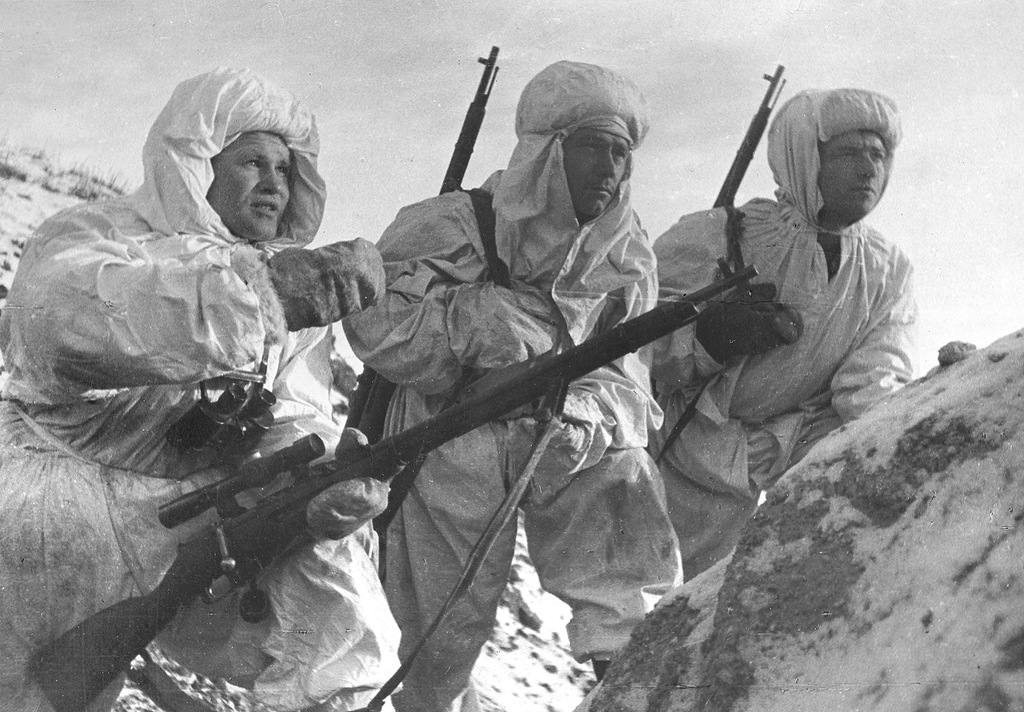
Герой Советского Союза снайпер В. Г. Зайцев (слева) с новобранцами.
Сталинград, декабрь 1942 года.

После начала Великой Отечественной войны летом 1941 года началась широкая подготовка снайперов — их готовили не только в специальных снайперских школах, но и в организациях Осоавиахима и Всевобуча, и непосредственно в войсках — на сборах и курсах.
Осенью 1941 года на Ленинградском фронте получило распространение движение снайперов-истребителей. Инициатором движения стал боец разведбатальона 13-й стрелковой дивизии Ф. А. Смолячков, следующими снайперами-истребителями стали старшина И. Д. Вежливцев, красноармеец П. И. Голиченков, замполитрука А. А. Калинин, лейтенант Н. А. Козлов, старший сержант С. П. Лоскутов, сержант В. Н. Пчелинцев, старший лейтенант Ф. Ф. Синявин, лейтенант Ф. Ф. Фомин, младший лейтенант М. И. Яковлев (6 февраля 1942 года всем им было присвоено звание Героев Советского Союза). В дальнейшем, снайперы-истребители появились в каждом подразделении, в их число вошли ворошиловские стрелки, спортсмены-разрядники, профессиональные охотники. В Ленинграде и при армиях Ленинградского фронта были созданы курсы подготовки снайперов, которые однако не смогли принять всех желающих. Движение распространилось и за пределы Ленинградского фронта, став массовым. 28 января 1942 года Военный совет Ленфронта сообщил, что на 20 января 1942 года только в войсках Ленинградского фронта насчитывалось свыше 4 200 снайперов. 22 февраля 1942 года в Ленинграде состоялся общефронтовой слёт снайперов-истребителей, в котором участвовали уже свыше 6 тысяч человек.
21 мая 1942 года указом Президиума Верховного Совета СССР для поощрения отличившихся снайперов был установлен нагрудный знак «Снайпер».
В мае 1943 года на базе женских курсов отличных стрелков была создана Центральная женская школа снайперской подготовки. Также, в 1943 году на отдельных участках фронта были созданы снайперские батальоны, которые состояли в основном из пограничников и действовали в составе 29-й и 70-й армий.
В начале 1945 года было составлено первое в СССР техническое задание на разработку самозарядной снайперской винтовки под стандартный 7,62-мм винтовочно-пулемётный патрон (однако представленная в июле 1945 года опытная винтовка конструкции С. Г. Симонова испытания не прошла).
24 июня 1945 года лучшие советские снайперы участвовали в Параде Победы на Красной площади (вместе с наиболее отличившимися военнослужащими иных специальностей).

### 1945 — 1991
В 1947 году по заказу Главного артиллерийского управления в НИИ-44 (г. Климовск) началась разработка 7,62-мм снайперского патрона. Через год были отработаны 124 варианта различных пуль, в результате был создан первый опытный вариант пули для снайперского патрона. В дальнейшем, за счёт изменений технологии производства боеприпасов удалось повысить кучность стрельбы валовыми патронами с лёгкой и тяжёлой пулями - и в 1952 году требования к снайперскому патрону уточнили.
17 апреля 1957 года знак «Снайпер» был исключён из перечня знаков отличия Вооружённых Сил СССР.
12 марта 1958 года был создан Спортивный комитет дружественных армий (и одним из военно-прикладных видов спорта, по которым проводились соревнования военнослужащих стран-участников СКДА являлась пулевая стрельба из винтовок).
В 1958 году под руководством Е. Ф. Драгунова в ОКБ-74 в Ижевске начались научно-исследовательские работы по созданию новой самозарядной снайперской винтовки, в 1959 году были изготовлены первые прототипы оптических прицелов ПСО и ПСО-1. В начале 1960 года начались полигонные испытания пяти экспериментальных винтовок, представленных на конкурс. В начале 1963 года была изготовлена опытная партия из 100 предсерийных снайперских винтовок Драгунова для испытаний в войсках Московского и Белорусского военных округов. После завершения испытаний в войсках, в июне 1963 года на вооружение Советской Армии была принята снайперская винтовка Драгунова с оптическим прицелом ПСО-1.
После сокращения численности вооружённых сил СССР в первой половине 1960-х годов и недостаточного внимания к подготовке снайперов со стороны военно-политического руководства СССР качество подготовки армейских снайперов к середине 1960-х годов существенно снизилось. Прошедшие в 1965 году военные учения показали, что уровень подготовки армейских снайперов находится на недопустимо низком уровне.
В начале 1970х годов армейские полигоны СССР обеспечивали возможность ведения огня из стрелкового оружия на дистанции до 1300 метров и началось их оборудование механизмами автоматизированного подъёма, опускания и передвижения мишеней (для тренировки у военнослужащих навыков стрельбы по неожиданно появляющимся и подвижным целям).
В 1978 году была создана экспериментальная снайперская винтовка СВДС-Д (версия СВД с укороченным стволом и складным прикладом для воздушно-десантных войск) - которая проходила испытания, но на вооружение её не приняли.
В 1979 — 1989 годы советские снайперы участвовали в войне в Афганистане.
В начале 1980х годов в рамках работ по НИР "Карабинер" по созданию армейского оружия под перспективный 6-мм патрон с увеличенной скоростью пули на базе винтовки СВД была создана экспериментальная винтовка 6В1-6 с новым стволом длиной 720 мм и изменённой конструкцией затвора.
В 1987 году на вооружение была принята снайперская винтовка ВСС.